# Bombardeio de Chernigov em 2022
O bombardeio de Chernigov foi uma série de ataques aéreos que mataram 47 pessoas durante o cerco de Chernigov, durante a invasão russa da Ucrânia em 2022. A Anistia Internacional e a Human Rights Watch descreveram os ataques como um crime de guerra.

## Ataque
Em 3 de março de 2022, pouco depois das 12:00 (UTC+2), seis bombas aéreas não guiadas foram filmadas caindo em uma área residencial em Chernihiv, em uma praça pública triangular formada pelas ruas Viacheslava Chornovila e Kruhova. A análise da Anistia Internacional descobriu que (pelo menos) oito bombas caíram. Uma testemunha que mora na rua Ivana Bohuna, Alina, ouviu um zumbido alto antes das bombas explodirem.
O filme do ataque foi gravado em uma câmera de painel em um carro (dashcam). O filme mostra as seis bombas caindo e uma explosão. Outras mídias online foram publicadas mostrando corpos das vítimas, sobreviventes sendo carregados em macas, bombeiros tentando apagar incêndios no principal complexo de apartamentos atingido e carros e árvores em chamas. O governador regional, Viacheslav Chaus, disse a repórteres que duas escolas foram atingidas.
A congressista dos Estados Unidos, nascida na Ucrânia, Victoria Spartz disse a repórteres que sua avó morava em um prédio próximo e as janelas foram todas destruídas.

### Vítimas
As bombas mataram principalmente pessoas que faziam fila para comprar pão. Yulia Matvienko, também moradora da Rua Ivana Bohuna, sobreviveu ao bombardeio com um ferimento na cabeça. Seus três filhos não ficaram feridos, mas tiveram que rastejar para fora dos escombros após a explosão.  Os serviços de emergência locais registraram 38 homens e 9 mulheres mortos pelo bombardeio e 18 pessoas feridas.

## Investigações
Como a Anistia Internacional não conseguiu identificar um alvo militar legítimo nas proximidades, descreveu o ataque como um crime de guerra da invasão de 2022.
A Human Rights Watch (HRW) não encontrou evidências de um "alvo [militar] significativo dentro ou perto do cruzamento quando foi atingido, ... apontando para um ataque indiscriminado potencialmente deliberado ou imprudente". A HRW pediu que a investigação do Tribunal Penal Internacional na Ucrânia e que a Comissão de Inquérito das Nações Unidas decidam se ocorreu um crime de guerra e responsabilizem os responsáveis. A investigação da HRW incluiu entrevistas por telefone com três testemunhas e dois outros moradores de Chernihiv e análise de 22 vídeos e 12 fotografias. As testemunhas entrevistadas pela HRW afirmaram que desconheciam alvos militares ou operações no bairro.
Uma cratera de bomba consistente com uma bomba de 500 kg foi encontrada. Sabe-se que as bombas FAB-500 foram usadas na invasão russa de 2022.[carece de fontes?]